# 添田武人
添田武人（そえだ たけひと，12月18日—）是索尼集团在华业务的公共关系负责人；此前他长期担任索尼互动娱乐中国战略部部长、索尼互动娱乐上海副董事长。

## 经历
添田武人从小就和父母在中国北京生活，他的父母都是中国国际广播电台日语部专家。添田武人之后进入北京大学中文系学习，因此中文流利。1992年进入索尼公司，参与在中国早期的推广调研业务。之后在戴尔、百度、GREE等公司工作。2006年获得美国西北大学凯洛格商学院的MBA学位。2014年重新回到索尼，负责索尼互动娱乐中国事务，2014年10月担当中国战略部部长、索尼互动娱乐上海总裁兼副董事长。2019年6月3日，索尼宣布添田武人将卸任索尼互动娱乐上海的总裁一职，将继续担任上海公司副董事长。他的位置由原索尼互动娱乐台湾总裁江口达雄接任。2022年4月1日，索尼宣布添田武人调入索尼集团公司，将负责索尼在华娱乐业务的对外公共关系。

## 轶事
添田武人曾在冯小刚2001年的喜剧电影《大腕》中客串一位日本商人。此外他还在《最终幻想XV》的衍生动画电影《最终幻想15：王者之剑》在中国大陆上映的版本中参与了配音工作。

## 脚注
1. 1 2  @添田武人: 感谢大家的鼓励。其实做的最多贡献最大的是我已过世的母亲。每次想到这些都痛感自己做得还远远不足。会继续努力。 （页面存档备份，存于）.2021-08-19.[2021-09-04].新浪微博.
2. 1 2  . 机核网. 2019-06-03  [2019-06-03]. （原始内容存档于2019-06-03） （中文（中国大陆））.
3. ↑  【人物】添田修平：倾情相助新中国外语广播事业的日本人 （页面存档备份，存于）.客观日本.2020-04-20.[2021-09-04].
4. ↑  . 电玩巴士. 2014-10-28. （原始内容存档于2016-08-19）.
5. ↑  TimChoo. . WPDang. 2014-10-28. （原始内容存档于2015-01-11）.
6. ↑  . Global Manager. （原始内容存档于2014-06-12） （日语）.
7. ↑  顏大惟. . NOWnews 今日新聞. 2019-04-02  [2019-08-02]. （原始内容存档于2019-08-02） （中文（臺灣））.
8. ↑  添田武人调任索尼集团，负责在华娱乐业务为核心的对外公关职能 （页面存档备份，存于）.机核网.2022-04-01.[2022-04-02].
9. ↑  . 机核网. 2017-02-21  [2017-02-26]. （原始内容存档于2017-02-27） （中文（中国大陆））.